# Ga Allak
Ga Allak (tiếng Hàn: 안락역; Hanja: 安樂驛) là ga đường sắt trên Tuyến Donghae Nambu ở Allak-dong, Quận Dongnae, Busan, Hàn Quốc.